# 944 (szám)
A 944 (római számmal: CMXLIV) egy természetes szám.

## A szám a matematikában
A tízes számrendszerbeli 944-es a kettes számrendszerben 1110110000, a nyolcas számrendszerben 1660, a tizenhatos számrendszerben 3B0 alakban írható fel.
A 944 páros szám, összetett szám, nontóciens szám. Kanonikus alakban a 24 · 591 szorzattal, normálalakban a 9,44 · 102 szorzattal írható fel. Tíz osztója van a természetes számok halmazán, ezek növekvő sorrendben: 1, 2, 4, 8, 16, 59, 118, 236, 472 és 944.